# Zuzanna Urban
Zuzanna Urban (ur. 24 grudnia 2001) – polska koszykarka, występująca na pozycjach rozgrywającej lub rzucającej, obecnie zawodniczka Energi Krajowej Grupy Spożywczej Toruń.

## Osiągnięcia
Stan na 3 kwietnia 2023.

### Drużynowe
Młodzieżowe
- Uczestniczka mistrzostw Polski:
  - juniorek starszych (2017–2020)
  - juniorek (2016–2019)
  - kadetek (2016/2017)